# 瑞慶覧長敏
瑞慶覧 長敏（ずけらん ちょうびん、1958年〈昭和33年〉10月24日 - ）は、日本の政治家。前沖縄県南城市長（第4代）、元衆議院議員（1期）。

## 来歴
琉球政府島尻郡大里村（現・沖縄県南城市）生まれ。ワシントン州立セントラル・ワシントン大学経済学部を卒業後、琉球大学法文学部経済学科に編入し、1986年に卒業。大学卒業後、大阪府や沖縄県で英語教育に従事した。
2009年、第45回衆議院議員総選挙に沖縄4区から民主党公認で出馬し、自由民主党前職の西銘恒三郎を破り、初当選した。
2011年6月2日の衆議院本会議における菅第2次改造内閣不信任決議案の採決では、党の反対方針に反して本会議を欠席し、投票を棄権した。6月13日の役員会で、民主党は常任幹事会による厳重注意処分が下された。
2012年の消費増税をめぐる政局では、6月26日の衆議院本会議における消費税増税法案を含む社会保障・税一体改革関連法案の採決で、党の賛成方針に反して反対票を投じた。7月2日、山岡賢次民主党副代表が、瑞慶覧を含む衆院議員40名、参院議員12名の離党届を党執行部に提出した。7月3日、民主党は常任幹事会で離党者への処分方針を決定し、瑞慶覧を含む離党届を提出した議員37名には除名処分が下された。離党者を中心に結党した国民の生活が第一には参加せず、当面は無所属で活動する意向を表明していたが、7月4日に衆議院に結成を届け出た会派「国民の生活が第一・無所属の歩」には参加した。同年12月16日の第46回衆議院議員総選挙に無所属で沖縄4区から出馬したが、前回下した自民党元職の西銘にダブルスコアの大差で敗れ、落選した。
2015年、東アジア共同体研究所琉球・沖縄センター事務局長に就任。
2017年12月9日、翌年1月21日投開票の南城市長選挙に出馬する意向を表明した。県下でオール沖縄勢力を形成する社民・共産・自由・社大・民進5党の推薦を受けたほか、オール沖縄勢力が全面的に支持する翁長雄志沖縄県知事からも支援を受け、4選を目指した現職の古謝景春（自民・公明・維新推薦）を65票の僅差で破り、当選した。2月12日付で第4代南城市長に就任し、2月13日に南城市役所に初登庁した。
2022年1月23日投開票の南城市長選挙で再選を目指したが、前市長の古謝景春に1689票差で敗れ、落選。

## 政策・主張
- 日本国憲法の改正、集団的自衛権の行使を禁じた内閣法制局の憲法解釈の見直しに反対[19]。
- 一院制の導入に反対[19]。
- 日本の原子力発電について「再稼働を認めず、廃炉にすべき」としている[19]。
- 宜野湾市の普天間飛行場の移設先について「国外」としている[19]。
- 野田内閣の主導による尖閣諸島の国有化について「評価しない」としている[19]。
- 日本の環太平洋戦略的経済連携協定（TPP）参加に反対[19]。
- 日本の核武装について「将来にわたって検討すべきでない」としている[19]。
- 女性宮家の創設に賛成[19]。

## 人物
- 父は沖縄社会大衆党委員長、沖縄県議会議員を歴任した瑞慶覧長方[20]。
- 2024年沖縄県議会議員選挙で当選した元南城市議会議員の瑞慶覧長風は次男[21]。
- 姓名の画数が多いため、ポスターや配布物等では「瑞慶覧 チョービン」の表記を慣例的に使用している。

## 所属団体・議員連盟
- 国家主権と国益を守るために行動する議員連盟